# Gao Changli
Gao Changli est un homme politique chinois, ministre de la Justice entre 1998 et 2000.

## Biographie
Gao Changli, né en juillet 1937, rejoint le Parti communiste chinois en mars 1956.
Officiellement malade, Gao Changli, ministre de la Justice depuis 1998, a démissionné pour raisons de santé en décembre 2000.